# Phyllida Lloyd
Phullida Lloyd (født 17. juni 1957) er en engelsk teater- og filminstruktør, mest kendt for sit arbejde på teatret og som instruktør på Mamma Mia! The Movie og Jernladyen.
Lloyd voksede op i Bristol. Efter dimissionen fra Birmingham Universitet i 1979, arbejdede hun fire år på BBC Television Drama. I 1985 fik hun et stipendie fra Stobritanniens kunstråd, for at blive instruktørpraktikant på Wolsey Theatre i Ipswich. Året efter blev hun assisterende instruktør på Everyman Theatre i Cheltenham, og i 1989 assisterende instruktør på Bristol Old Vic, hvor hendes produktion af Shakespeares Tvillingerne blev en succes.
Derefter blev hun ansat på Royal Exchance Theatre i Manchester, hvor hun instruerede Shakespeares Vintereventyret, Sheridans Bagtalelsens skole, Euripides Medea og en anmelderrost produktion af Soyinkas Death and the King's horsemen. I 1991 havde hun sin debut ved Royal Shakespear Company men en produktion af det ikke så kendte skuespil The Virtuoso af Thomas Shadwell. Selvom hun året efter stod for en succesfuld produktion af Alexander Ostrovskys Artists and Admirers, har hun ikke arbejdet for RSC igen.
I 1992 fik hun også sin første kommercielle succes, da hendes produktion af John Guares Six degrees of seperation på Royal Court Theatre blev flyttet til West End Theatre. I 1994 fik hun debut på Royal National Theatre med en produktion af Perikles, som modtog blandede anmeldelser.
På dette tidspunkt, havde Lloyds arbejde fanget Nicholas Paines opmærksomhed. Han var på dette tidspunkt chef for Opera North i Leeds. Hun fik sin debut som operainstruktør med forestillingen L'Etoile af Chabrier. Produktionen blev en stor succes, og indledte Lloyds prisvindende karriere som operainstruktør. I 2000 instruerede hun en tv-filmversion af operaen Gloriana, som hun modtog en International Emmy for.
I 1999 fik Lloyd tilbuddet om at instruere ABBAs musical Mamma Mia!, som blev en stor succes ikke bare i West End og Broadway, men verden over. I 2008 instruerede hun filmatiseringen af musicalen, som blev hendes første spillefilm. Ved udgangen af 2008 var filmen den film med den højeste biografindtjening i Storbritannien nogensinde. Den blev også Storbritanniens mest solgte DVD. I 2011 instruerede hun sin anden spillefilm, Jernladyen, en biografisk film om Margaret Thatcher, der havde Meryl Streep i hovedrollen. Filmen fik premiere i december 2011, og modtog blandede anmeldelser. 